# مانوئل سانچز (تنیس‌باز)
 مانوئل سانچز (انگلیسی: Manuel Sánchez؛ زاده ۵ ژانویهٔ ۱۹۹۱) یک تنیس‌باز اهل مکزیک است.